# Rezerwat przyrody Tobolinka
Rezerwat przyrody Tobolinka – rezerwat przyrody położony na terenie gminy Giby w województwie podlaskim.
- Powierzchnia: 4,62 ha[1] (akt powołujący podawał 4,32 ha)
- Rok powstania: 1959
- Rodzaj rezerwatu: wodny[1]
- Przedmiot ochrony: jezioro dystroficzne z pływającymi wyspami pła torfowców[1].

Obszar rezerwatu podlega ochronie ścisłej.